# دایان هیتر
دایان هیتر (انگلیسی: Dianne Hayter؛ زادهٔ ۷ سپتامبر ۱۹۴۹) سیاستمدار اهل بریتانیا است. بارونس هیتر از کنتیش تاون و عضو تعاونی کار در مجلس اعیان بریتانیا می‌باشد. بارونس از ۱۹۹۸ تا ۲۰۱۰ به عنوان عضو کمیته اجرایی ملی حزب کارگر (بریتانیا) نماینده انجمن‌های سوسیالیستی بود. وی از ۲۰۰۷ تا ۲۰۰۸ ریاست حزب کارگر را برعهده داشت.
او همچنین تعدادی از نقش‌های اجرایی و غیر اجرایی را بر عهده داشته‌است.
در مجلس اعیان، وی به عنوان رئیس فراکسیون حزب در پارلمان و سخنگوی دولت سایه برای چندین بخش خدمت کرده‌است.
او معاون رهبر حزب کارگر در مجلس لردها می‌باشد.

## دوران جوانی
او دختر فیت آلک بریستو هیتر (درگذشته ۱۹۷۲) و نانسی ایوانز (درگذشته ۱۹۵۹)است. وی در کالج ترولیان، دانشگاه دورام به تحصیل در رشته مدیریت اجتماعی و دولتی (BA) پرداخت و مدرک کارشناسی خود را اخذ نمود. دایان در ۲۰۰۴ موفق به کسب درجه دکترا از دانشگاه لندن شد.

## حزب کارگر
هیتر بین ۱۹۷۶ تا ۱۹۸۲ دبیرکل فابیانیسم و طی ۱۹۹۰ تا ۱۹۹۶ مدیر اجرایی حزب کارگر در پارلمان اروپا بود.
او از ۱۹۹۸ تا ۲۰۱۰ در کمیته اجرایی ملی حزب کارگر (بریتانیا) فعالیت داشت و در ۲۰۰۷–۲۰۰۸ ریاست آن را بر عهده گرفت.
آرشیو و مرکز مطالعه تاریخ کار در موزه تاریخ مردم در منچستر اوراق شخصی دایان هیتر را در مجموعه خود دارد که از اواخر دهه ۱۹۷۰ تا ۲۰۱۰ را شامل می‌شود.

## نقش‌های دیگر
از ۱۹۸۴ تا ۱۹۹۰، او مدیر شرکت نگرانی الکلیسم بود.
از ۱۹۹۶ تا ۱۹۹۹، او مدیر امور شرکت فناوری ولکام تراستبود.
هیتر عضو هیئت مدیره تعدادی از سازمانها است، از جمله شورای استانداردهای تجزیه‌ای شورای گزارشگری مالی، هیئت تعیین‌کننده تنظیم مقررات بازنشستگی، خدمات نماینده نقشه‌برداری و شورای اقدامات ورشکستگی. او رئیس هیئت مصرف‌کننده خدمات حقوقی و پیش از این نایب رئیس هیئت مصرف‌کننده اداره خدمات مالی و رئیس هیئت مصرف‌کنندگان هیئت استانداردهای وکالت بود.
او از ۱۹۷۶ تا ۱۹۹۰ عضو عدالت و صلح بود.

## مجلس اعیان
در ۲۲ ژوئن ۲۰۱۰، به او همتای اشرافیت انتصابی با عنوان بارونس هیتر از کنتیش تاون در منطقه کمدن لندن اعطا گردید و در همان روز به مجلس اعیان بریتانیا معرفی شد.
او از اکتبر ۲۰۱۱ تا سپتامبر ۲۰۱۵ رئیس فراکسیون حزب در پارلمان بود. وی در تعدادی از بخشهای دولتی سخنگوی سایه بوده‌است.
او در ژوئن ۲۰۱۷ به عنوان معاون کار در مجلس لردها انتخاب شد.
او عضو دوستان حزب کارگر اسرائیل است.
در ژوئیه ۲۰۱۹، وی در جلسه گروه اول کارگر به دلیل اظهارات «عمیقاً توهین آمیز» از وزارت برگزیت برکنار شد، وی اظهار داشت که رهبری حزب رویکردش به دیدگاه‌های خارجی بسته‌است و آنها را مشابه آخرین روزهای هیتلر که در پناهگاه مانده بودند مقایسه کرد.

## زندگی شخصی
دایان هیتر در کنتیش تاون، لندن همراه با همسرش (آنتونی) دیوید کاپلین، که در ۱۹۹۴ با وی ازدواج کرد، زندگی می‌کند.

## انتشارات
هیتر شماره فابین تراکت را ۴۵۱ نوشته‌است.
- حزب کارگر: بحران و چشم‌اندازها (سپتامبر ۱۹۷۷)، فایت بک
- حق سنتی کار در۱۹۷۰ و ۱۹۸۰ (۲۰۰۵)، و مردان کارگر
- تجلیل از صدسالگی حزب کار پارلمانی (۲۰۰۶) (با لرد هاورث)
- حزب کارگر: بحران و چشم‌اندازها (فابیانیسم)، ۱۹۷۷؛
- (مشارکت) کار در دهه هشتاد، ۱۹۸۰؛
- (مشارکت) نخست‌وزیر پورتیلو و سایر مواردی که هرگز اتفاق نیفتاده است، ۲۰۰۳؛
- مبارزه با!: حق سنتی کارگر در دهه ۱۹۷۰ و ۱۹۸۰، ۲۰۰۵؛
- (ویراستار با لرد هاورث) مردانی که کار کردند، ۲۰۰۶؛
- (مشارکت) از خانه کار تا رفاه، ۲۰۰۹.